# Peter Prevc
Peter Prevc (n. 20 septembrie 1992, Kranj, Comuna urbană Kranj, Slovenia) este un săritor cu schiurile sloven care concurează la nivel de Cupă Mondială. 
A câștigat o medalie de argint și una de bronz la Jocurile Olimpice de iarnă din 2014; o medalie de argint și una de bronz la Campionatele Mondiale 2013 Schi Nordic; o medalie de bronz la Campionatele Mondiale de zbor cu schiurile 2014; și o medalie de bronz cu echipa slovenă la Campionatele Mondiale de schi nordic din 2011. Prevc a terminat al doilea Cupa Mondială de Sărituri cu schiurile - sezonul 2013–2014 și a câștigat titlul la zbor cu schiurile. A terminat pe același loc si în sezonul următor.
În 2013 și 2014, Prevc a fost numit atletul sloven al anului.  Este primul săritor cu schiurile care a atins 250 de metri, un record mondial pe care l-a realizat la Vikersund, la 14 februarie 2015. Cu toate acestea, recordul a fost doborât de Anders Fannemel în ziua următoare. La 20 martie 2015, la Planica, Prevc a devenit unul dintre puținii săritori cu schiurile din istorie care a realizat un "salt perfect", toți cei cinci judecători oferindu-i nota 20 pentru stil.

## Carieră

### Clasamente (loc)
| Sezon   | Total | SF | 4H | Turneul Nordic |
| ------- | ----- | -- | -- | -------------- |
| 2009–10 | 35    | –  | 41 | 10             |
| 2010–11 | 24    | 36 | 13 | N/A            |
| 2011–12 | 15    | 18 | 20 | N/A            |
| 2012–13 | 7     | 5  | 8  | N/A            |
| 2013–14 | 2     | 1  | 4  | N/A            |
| 2014–15 | 2     | 1  | 3  | N/A            |
| 2015–16 | 1     | 1  | 1  | N/A            |

### Victorii
| No. | Sezon   | Dată              | Localitate             | Trambulină                        | Mărime |
| --- | ------- | ----------------- | ---------------------- | --------------------------------- | ------ |
| 1   | 2013–14 | 12 ianuarie 2014  | Tauplitz               | Kulm HS 200                       | FH     |
| 2   | 2013–14 | 25 ianuarie 2014  | Sapporo                | Ōkurayama HS 134                  | LH     |
| 3   | 2013–14 | 23 martie 2014    | Planica                | Bloudkova velikanka HS 139        | LH     |
| 4   | 2014–15 | 24 ianuarie 2015  | Sapporo                | Ōkurayama HS 134                  | LH     |
| 5   | 2014–15 | 14 februarie 2015 | Vikersund              | Vikersundbakken HS 225            | FH     |
| 6   | 2014–15 | 20 martie 2015    | Planica                | Letalnica bratov Gorišek HS 225   | FH     |
| 7   | 2015–16 | 13 decembrie 2015 | Nizhny Tagil           | Tramplin Stork HS 134             | LH     |
| 8   | 2015–16 | 19 decembrie      | Engelberg              | Gross-Titlis-Schanze HS 137       | LH     |
| 9   | 2015–16 | 20 decembrie 2015 | Engelberg              | Gross-Titlis-Schanze HS 137       | LH     |
| 10  | 2015–16 | 1 ianuarie 2016   | Garmisch-Partenkirchen | Große Olympiaschanze HS 140       | LH     |
| 11  | 2015–16 | 3 ianuarie 2016   | Innsbruck              | Bergiselschanze HS 130            | LH     |
| 12  | 2015–16 | 6 ianuarie 2016   | Bischofshofen          | Paul-Ausserleitner-Schanze HS 140 | LH     |
| 13  | 2015–16 | 10 ianuarie 2016  | Willingen              | Mühlenkopfschanze HS 145          | LH     |
| 14  | 2015–16 | 30 ianuarie 2016  | Sapporo                | Ōkurayama HS 134                  | LH     |
| 15  | 2015–16 | 10 februarie 2016 | Trondheim              | Granåsen HS 140                   | LH     |
| 16  | 2015–16 | 13 februarie 2016 | Vikersund              | Vikersundbakken HS 225            | FH     |
| 17  | 2015–16 | 14 februarie 2016 | Vikersund              | Vikersundbakken HS 225            | FH     |
| 18  | 2015–16 | 27 februarie 2016 | Almatî                 | Sunkar HS 140                     | LH     |
| 19  | 2015–16 | 28 februarie 2016 | Almatî                 | Sunkar HS 140                     | LH     |